# Saison 7 d'American Dad!
Chronologie
Saison 6 Saison 8
La septième saison d'American Dad! a été diffusée pour la première fois aux États-Unis par la Fox entre le 3 octobre 2010 et le 22 mai 2011, elle est composée de dix-neuf épisodes.
En France, elle a été diffusée pour la première fois à la télévision sur NRJ 12.

Par ailleurs, les épisodes 8 et 14 de cette saison ont été censurés sans aucune raison apparente.

## Épisodes
| № | #  | Titre | Réalisation                | Scénario                         | Première diffusion | Code de prod. | Audience |
| --- | -- | --- | -------------------------- | -------------------------------- | ------------------ | ------------- | -------- |
| 97 | 1  | Le carnage (100 A.D.) 100 A.D.                                                                                    | Tim Parsons                | Keith Heisler                    | 3 octobre 2010     | 5AJN14        | 6,16     |
| 100e épisode de la série : Dépité, Jeff tente une ultime déclaration auprès de Hayley pour se remettre avec elle, ce qui n'est pas vraiment au goût de Stan et Francine...                                                             |    | |                            |                                  |                    |               |          |
| 98 | 2  | Le fils idéal (Le fils de Stan) Son of Stan                                                                       | Chris Bennett              | Erik Sommers                     | 10 octobre 2010    | 5AJN17        | 5,36     |
| Stan et Francine se battent pour savoir qui va éduquer Steve, pour ne pas réitérer les erreurs qu'ils ont pu faire avec Hayley. Roger va partir à la recherche de celle-ci pour récupérer les 50000$ que Jeff et Hayley ont dérobés... |    | |                            |                                  |                    |               |          |
| 99 | 3  | La petite maison des horreurs de Langley Falls (La maison des horreurs) Best Little Horror House in Langley Falls | John Aoshima et Jansen Yee | Eric Weinberg                    | 7 novembre 2010    | 5AJN19        | 6,30     |
| Épisode spécial Halloween : Stan veut, pour la 8ème fois consécutive, remporter le prix de la maison hantée la plus flippante de la ville. Quant à Steve,il doit s'occuper de la sœur de Toshi...                                      |    | |                            |                                  |                    |               |          |
| 100 | 4  | Le restaurant de Stan (Restaurant Chez Stan) Stan’s Food Restaurant                                               | Josue Cervantes            | Brian Boyle                      | 14 novembre 2010   | 5AJN16        | 5,38     |
| Stan, n'arrivant jamais à trouver un restaurant à son goût, va ouvrir le sien avec l'aide de Roger. Steve arrive à avoir un rencard avec une nouvelle élève plutôt charmante...                                                        |    | |                            |                                  |                    |               |          |
| 101 | 5  | Francine à Hollywood (Tu riz jaune) White Rice                                                                    | Bob Bowen                  | Rick Wiener et Kenny Schwartz    | 21 novembre 2010   | 5AJN15        | 4,86     |
| Stan propose à Francine de prendre rendez-vous chez un thérapeute pour mettre un terme à leurs désaccords chroniques. Klauss, seul dans son aquarium, se trouve une compagne...                                                        |    | |                            |                                  |                    |               |          |
| 102 | 6  | Du mauvais sang (Les liens du sang) There Will Be Bad Blood                                                       | Joe Daniello               | Murray Miller et Judah Miller    | 28 novembre 2010   | 5AJN20        | 6,13     |
| A tous les Thanksgiving, les Smith invitent la famille du demi-frère natif américain de Stan. Les croyant pauvre, ils étalent leur richesse devant eux...                                                                              |    | |                            |                                  |                    |               |          |
| 103 | 7  | Stan et Roger au Tribunal (Adorable Martin Sugar) The People vs. Martin Sugar                                     | Pam Cooke                  | Jonathan Fener                   | 5 décembre 2010    | 5AJN05        | 5,31     |
| Stan est convoqué en tant que juré au tribunal, tandis que Francine expose à Jeff les règles à respecter pour qu'il puisse rester chez les Smith...                                                                                    |    | |                            |                                  |                    |               |          |
| 104 | 8  | Pour qui sonne le glas de Noël (Maman, j'ai tué le père Noël) For Whom the Sleigh Bell Tolls                      | Bob Bowen                  | Erik Durbin                      | 12 décembre 2010   | 5AJN22        | 6,22     |
| Episode spécial de noël : Stan veut offrir une arme à feu à Steve pour noël, ce que désapprouve Francine. Roger va se lancer dans la quête du whisky le plus fort du monde...                                                          |    | |                            |                                  |                    |               |          |
| 105 | 9  | Une semaine à l'hôtel (L'hôtel de la deuxième chance) Fart-Break Hotel                                            | Rodney Clouden             | Chris McKenna et Matt McKenna    | 16 janvier 2011    | 5AJN18        | 3,54     |
| Excédée par sa vie routinière de mère au foyer, Francine craque. Pour qu'elle puisse se détendre, Roger propose à toute la famille d'aller passer une semaine dans un hôtel...                                                         |    | |                            |                                  |                    |               |          |
| 106 | 10 | Stanboy et Frantastic (Stany-Boy et Frantastique) Stanny Boy and Frantastic                                       | Pam Cooke                  | Laura McCreary                   | 23 janvier 2011    | 5AJN13        | 4,81     |
| Stan et Francine veulent rompre la monotonie de leur vie en essayant de se lier d'amitié avec un autre couple. Steve et Roger, attirés par une pub, commandent une machine à Barbe à papa...                                           |    | |                            |                                  |                    |               |          |
| 107 | 11 | Piñata man (Une piñata nommée Désir) A Piñata Named Desire                                                        | Bob Bowen                  | Chris McKenna et Matt McKenna    | 13 février 2011    | 5AJN07        | 3,93     |
| Stan et Roger se défient pour savoir qui des deux est le meilleur acteur. Steve et ses potes préparent leur ultime pyjama-party... |    | |                            |                                  |                    |               |          |
| 108 | 12 | Dette de vie (Sauve qui peut!) You Debt Your Life                                                                 | Chris Bennett              | Erik Sommers                     | 20 février 2011    | 5AJN09        | 4,25     |
| Roger se voit contraint de quitter la maison des Smith après que Stan lui ait payé sa "dette de vie"... |    | |                            |                                  |                    |               |          |
| 109 | 13 | Je suis le morse (Père alpha) I Am the Walrus                                                                     | Tim Parsons                | Keith Heisler                    | 27 mars 2011       | 5AJN21        | 4,99     |
| Le moment que Stan redoutait est arrivé: Steve devient petit à petit le mâle dominant ! Quant à Hayley et Jeff, ils vont essayer de résoudre leurs problèmes de couple...                                                              |    | |                            |                                  |                    |               |          |
| 110 | 14 | L'école du mensonge School Lies                                                                                   | Rodney Clouden             | Brian Boyle                      | 3 avril 2011       | 6AJN03        | 3,59     |
| Afin d'obtenir une promotion à la CIA, Stan va tout faire pour sympathiser avec le sénateur... |    | |                            |                                  |                    |               |          |
| 111 | 15 | Tous les coups sont permis (Steve l'agri-cool-teur) License to Till                                               | John Aoshima et Jansen Yee | Matt Fusfeld et Alex Cuthbertson | 10 avril 2011      | 6AJN04        | 3,35     |
| Pendant que Roger essaye de rendre Steve cool, Francine se plaint auprès de Stan qu'il n'y a plus aucune surprise dans leur vie... |    | |                            |                                  |                    |               |          |
| 112 | 16 | Ma cousine Jenny (Jenny Frömdabloc) Jenny Fromdabloc                                                              | Bob Bowen                  | Laura McCreary                   | 17 avril 2011      | 6AJN08        | 4,74     |
| Après de longues années d'hésitations, Snot se décide enfin à déclarer sa flamme à Hayley... |    | |                            |                                  |                    |               |          |
| 113 | 17 | Naufrage à la maison (Péril en la demeure) Home Wrecker                                                           | Joe Daniello               | Alan R. Cohen et Alan Freedland  | 8 mai 2011         | 6AJN05        | 3,29     |
| Greg et Terry parient que le couple Smith n'est pas capable d'affronter une refonte de leur cuisine. Le principal Lewis découvre que Barry possède une faculté qui pourrait bien l'aider...                                            |    | |                            |                                  |                    |               |          |
| 114 | 18 | Flirt avec le désastre (Cruising toxique) Flirting With Disaster                                                  | Pam Cooke                  | Keith Heisler                    | 15 mai 2011        | 6AJN06        | 3,89     |
| Francine trouve un travail à l'accueil de la CIA, et travaille donc avec Stan. Roger et Steve se lancent dans le commerce de nichoirs...                                                                                               |    | |                            |                                  |                    |               |          |
| 115 | 19 | Gorilles dans la brume Gorillas in the Mist                                                                       | Chris Bennett              | Erik Durbin                      | 22 mai 2011        | 6AJN10        | 3,57     |
| Stan punit Steve pour avoir sécher des cours. Roger s'essaye à la country, pensant que c'est à la portée de tout le monde... |    | |                            |                                  |                    |               |          |